# Pacopampa
Pacopampa (du quechua "paqu" = alpaga et "pampa" = plaine), qui signifie donc "plaine des alpagas", est un site archéologique situé dans le département de Cajamarca au nord du Pérou. Il se trouve à 1 km du village de Pacopampa à 2 140 m d'altitude dans le district de Querocoto de la province de Chota.
C'est l'un des plus grands centres cérémoniels des hautes terres du nord du Pérou. Il est construit en pierres sculptées et polies.
Il appartient à la période dite "formative, soit de 1200 av. J.-C. à 500 av. J.-C. environ et est donc contemporain de Chavín de Huántar.
Dans ses environs, une dizaine de sites archéologiques ont été identifiés, dont quelques-uns ont été étudiés.

## Histoire

### Découverte
Dans les années 1930, l'archéologue Rafael Larco Hoyle (1901-1966) a exploré la zone et collecté des échantillons qu'il a apporté à son musée de l'hacienda Chiclín à Trujillo et qui aujourd'hui se trouvent au Musée Larco à Lima. Il a été le premier à rendre compte, quoique brièvement, de telles découvertes sur le site.
Pacopampa a ensuite été lié à la culture Chavín lorsque l'archéologue péruvien Julio Tello (1880-1947) a établi sa théorie - alors en vogue - sur l'origine des Péruviens.
En 1966, l'historien Pablo Macera (1929-2020) s'est rendu sur le site archéologique et a enquêté.
En 1970, soucieux de protéger ce lieu historique, le Dr Emilio Choy fit un don à l'Université de San Marcos afin qu'elle puisse acquérir le terrain pour que les fouilles puissent commencer. Depuis lors et à travers le Séminaire d'histoire rurale andine, l'université a toujours pris soin du monument.
Par la suite, l'archéologue Rosa Fung Pineda (1976), sur la base des fouilles effectuées dans la troisième plate-forme, a déterminé cinq phases, de la fin de la période initiale jusqu'à la fin de l'horizon précoce.
Cependant, il semble que le sanctuaire soit encore plus ancien par les restes trouvés à Pandanche, situé à 3 km au sud-est de Pacopampa, un site étudié par l'archéologue Peter Kaulicke (1975). Là, il découvre une poterie antérieure à Pacopampa-Pacopampa, qu'il appelle le style Pandanche.
Ont ensuite travaillé sur le site: Isabel Flores, à El Mirador (1975); Julián Santillana (1975) et Daniel Morales Chocano (1980, 1981 et 1982).

### Chronologie
Hermilio Rosas et Ruth Shady ont alors exploré la structure architecturale et mené des fouilles. En analysant la poterie, ils ont différencié d'abord deux époques, celle dite "Pacopampa" (1200 av. J.-C.), différente de celle qui suit, intitulée "Pacopampa-Chavín" (700 av. J.-C.), mais il existe également des preuves d'occupation antérieures qui remonteraient à 2500 av. J.-C. et d'autres plus tardives.
Bien que la configuration architecturale ne soit pas entièrement connue, il a été possible après 2005 de déterminer trois phases dans le développement de ce centre cérémoniel:
- Pacopampa I (vers 1200–900 av. J.-C.), phase de sa construction.
- Pacopampa II (900–500 av. J.-C.), phase à laquelle il a été totalement remodelé et à laquelle correspondent presque toutes les structures visibles en surface.
- Pacopampa III, de 500 av. J.-C. jusqu'à son abandon total, qui a eu lieu à la fin du IIe siècle apr. J.-C.[2].

### La Dame de Pacopampa
En 2005, une équipe de scientifiques du projet archéologique de Pacopampa , dirigée par le japonais Yuji Seki du Muséum National d'Ethnologie d'Osaka et le péruvien Daniel Morales Chocano, s'est attelée à la vérification chronologique du peuplement sur la base de la datation au radiocarbone et de la corrélation stratigraphique de ses composantes architecturales.

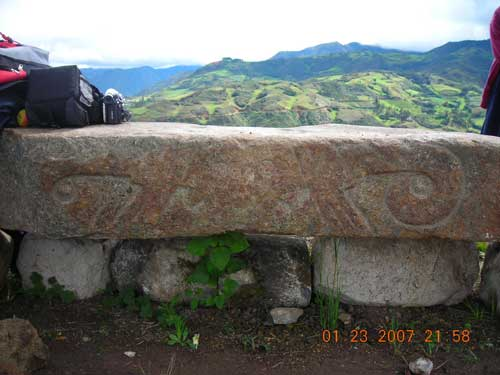
Frise sculptée.

En 2009, cette équipe internationale a annoncé la découverte de plusieurs sépultures et notamment du tombeau d'une femme, vraisemblablement une personne puissante dans la région. Le tombeau - daté d'environ 900 av. J.-C. - en forme de botte était creusé très profond et avait été pendant tout ce temps à l'abri des pillards et des voleurs de tombes (huaqueros).
La femme, désormais nommée "La Dame de Pacopampa" mesurait 1,55 m et à sa mort, elle devait avoir entre 30 et 40 ans. Elle avait un crâne artificiellement déformé et elle a été enterrée avec de riches objets funéraires; des cache-oreilles, des boucles d'oreilles en or, des pots en céramique et des colliers de coquillage. On a également découvert que son crâne avait été trempé dans du cinabre. Des indices prouvent qu'elle a été enterrée avant la construction du temple cérémoniel.
Yuji Seki a déclaré au journal El Comercio : « On ne peut pas dire si elle était une reine ou une dirigeante, ou si elle était une sorte de conseillère dont la sagesse reposait sur la nature religieuse de ses actions. En d'autres termes, si c'était une prêtresse avec une forte maîtrise de l'idéologie et une domination du monde surnaturel. ».

### Autres découvertes
En 2012, les découvertes de cinq tombes de plus de 2 900 ans ont été annoncées, dont l'une appartenait à un personnage de l'élite de Pacopampa. Le responsable du projet archéologique a déclaré que l'une des tombes possède un pendentif en or de deux centimètres de diamètre, une perle de pierre et des récipients en céramique. Ces tombes datent après la construction du temple cérémoniel, indiquant que les restes appartiendraient à des membres de l'élite qui administraient le sanctuaire,.
En septembre 2015, la découverte d'une tombe avec les restes de deux personnalités de haut rang, vraisemblablement des prêtres, a été annoncée, dont l'ancienneté a été estimée à 2 700 ans (environ 700 av. J.-C.). Les deux corps avaient été enterrés ensemble, à un mètre de profondeur, en position fœtale et dans des directions opposées. L'un d'eux avait à ses côtés un flacon en céramique noire avec une poignée en étrier, en forme de serpent à tête de jaguar, un beau spécimen inégalé dans la poterie préhispanique. L'autre personne avait un énorme collier de 25 perles d'or, qui ont la forme du chiffre 8 et sont très habilement cousues ensemble; apparemment, les orfèvres voulaient simuler les mouvements d'un serpent. Des pigments d'origine minérale tels que le cinabre (rouge), l'hématite (brun foncé), la magnétite (noir brillant), la malachite (vert) et la calcite (blanc) peuvent être vus près de son crâne. Le résultat a été jugé très important, car il montre que dans ce passé lointain, il y avait déjà des élites sacerdotales qui exerçaient leur pouvoir sur la population,.

## Description
Le site est essentiellement composé de trois plates-formes superposées, construites sur une colline, avec leurs entrées ou portes situées à l'Est. Il a la forme d'une pyramide tronquée.

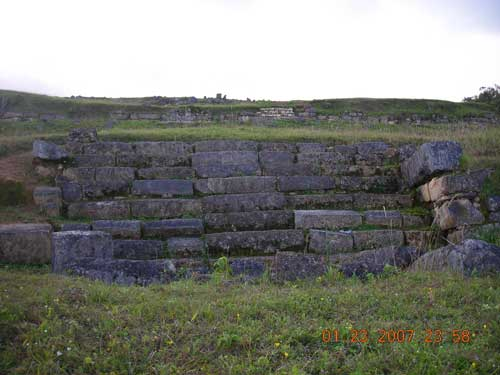
Escalier en ruine.

Il a une extension approximative de 600 × 200 m et une hauteur de 35 m au-dessus du sol de la première plate-forme.
Il possède des escaliers d'accès en grosses pierres sculptées et polies, ainsi que des galeries intérieures, des couloirs, des conduits de ventilation et des canaux de drainage. À noter également les restes de colonnes, une corniche aux serpents sculptés en haut relief et divers monolithes, évidemment associés à l'architecture.
La plate-forme inférieure a des galeries intérieures et un escalier central qui la relie à la suivante. Cet escalier était associé à un félin sculpté dans la pierre. La deuxième plate-forme possède également des galeries et un escalier central. La troisième, qui se trouve au sommet de la colline, est une place quadrangulaire reliée à un escalier qui mène à une structure située au sommet de la colline. Sur cette place, il y a des restes de colonnes et de blocs de pierre polis.
Des armes et instruments lithiques, des céramiques et de petites sculptures en os et en pierre avec des motifs symboliques dans un style similaire à celui de Cupisnique-Chavín ont également été trouvés sur ce site.
Divers échantillons de sculptures lithiques proviennent de Pacopampa, mettant en évidence l'image d'une divinité féline que l'on trouve également à Chavín. Cette divinité est illustrée dans des mortiers en pierre typiques en forme de félin, qui ont des ailes attachées aux hanches. Un autre exemple notable est une statue aux détails sculptés, que Larco Hoyle appelait le "Félin de Pacopampa", et qui représente un personnage aux contours humains, mais avec une bouche de félin et des ailes. C'est-à-dire un mélange de traits humains, félins et aviaires, que l'archéologue Federico Kauffmann Doig a appelé piscoruna-pumapasimin et qui est une constante iconographique de la période dite Formative.